# Fusinus
A Fusinus a csigák (Gastropoda) osztályának Sorbeoconcha rendjébe, ezen belül a csavarcsigák (Fasciolariidae) családjába tartozó nem.

## Rendszerezés
A World Register of Marine Species (WoRMS) szerint a Fusinus nembe az alábbi fajok és alfajok tartoznak:
- Fusinus aepynotus (Dall, 1889)
- Fusinus africanae (Barnard, 1959)
- Fusinus agadirensis Hadorn & Rolàn, 1999
- Fusinus akitai Kuroda & Habe, 1961
- Fusinus albacarinoides Hadorn, Afonso & Rolán, 2009
- Fusinus albinus (Adams, 1856)
- Fusinus alcimus (Dall, 1889)
- Fusinus alcyoneum Hadorn & Fraussen, 2006
- Fusinus alisonae Hadorn, Snyder & Fraussen, 2008
- Fusinus allyni McLean, 1970
- Fusinus alternatus Buzzurro & Russo, 2007
- Fusinus amadeus Callomon & Snyder, 2008
- Fusinus ambustus (Gould, 1853)
- Fusinus amphiurgus (Dall, 1889)
- Fusinus annae Snyder, 1986
- Fusinus ansatus (Gmelin, 1791)
- Fusinus arabicus (Melvill, 1898)
- Fusinus articulatus (G.B. Sowerby II, 1880)
- Fusinus assimilis (Adams, 1856)
- Fusinus aurinodatus Stahlschmidt & Lyons, 2009
- Fusinus australis (Quoy & Gaimard, 1833)
- Fusinus barbarensis (Trask, 1855)
- Fusinus barclayi (G.B. Sowerby III, 1894)
- Fusinus beckii (Reeve, 1848)
- Fusinus benjamini Hadorn & Rolàn, 1997
- Fusinus benthalis (Dall, 1889)
- Fusinus bifrons (Sturany, 1900)
- Fusinus blakensis Hadorn & Rogers, 2000
- Fusinus bocagei (P. Fischer, 1882)
  - Fusinus bocagei marcelpini Hadorn & Ryall, 1999
- Fusinus boettgeri (von Maltzan, 1884)
- Fusinus bonaespei (Barnard, 1959)
- Fusinus boucheti Hadorn & Ryall, 1999
- Fusinus braziliensis (Grabau, 1904)
- Fusinus brianoi Bozzetti, 2006
- Fusinus buxeus (Reeve, 1847)
- Fusinus buzzurroi Prkic & Russo, 2008
- Fusinus caparti Adam & Knudsen, 1950
- Fusinus carvalhoriosi Mascotay & Campos, 2001
- Fusinus ceramidus (Dall, 1889)
- Fusinus chocolatus (Okutani, 1983)
- Fusinus chuni (Martens, 1904)
- Fusinus cinereus (Reeve, 1847)
- Fusinus colpoicus (Dall, 1909)
- Fusinus coltrorum Hadorn & Rogers, 2000
- Fusinus columbiensis M.A. Snyder & N.C. Snyder, 1999
- Fusinus colus (Linnaeus, 1758) típusfaj - szinonimák: Fusinus toreuma, Fusinus tuberculatus
- Fusinus consetti (Iredale, 1929)
- Fusinus couei (Petit de la Saussaye, 1853)
- Fusinus crassiplicatus Kira, 1954
- Fusinus cratis Kilburn, 1973
- Fusinus cretellai Buzzurro & Russo, 2008
- Fusinus dampieri Finlay, 1930
- Fusinus diandraensis Goodwin & Kosuge, 2008
- Fusinus dilectus (Adams, 1856)
- Fusinus dimassai Buzzurro & Russo, 2007
- Fusinus diminutus Dall, 1915
- Fusinus dimitrii Buzzurro & Ovalis in Buzzurro & Russo, 2007
- Fusinus dovpeledi Snyder, 2002
- Fusinus dowianus Olsson, 1954
- Fusinus dupetitthouarsi (Kiener, 1840)
- Fusinus eviae Buzzurro & Russo, 2007
- Fusinus excavatus (Sowerby II, 1880) - szinonimája: Fusinus eucosmius (Dall, 1889)
- Fusinus faurei (Barnard, 1959)
- Fusinus felipensis (Lowe, 1935)
- Fusinus flammulatus Lussi & Stahlschmidt, 2007
- Fusinus flavicomus Hadorn & Fraussen, 2006
- Fusinus forceps (Perry, 1811)
  - Fusinus forceps salisburyi Fulton, 1930
- Fusinus frailensis Mascotay & Campos, 2001
- Fusinus fredbakeri Lowe, 1935
- Fusinus galatheae Powell, 1967
  - Fusinus galatheae bountyi Rehder & Wilson, 1975
- Fusinus gallagheri Smythe & Chatfield, 1981
- Fusinus gemmulifer Kira, 1959
- Fusinus genticus (Iredale, 1936)
- Fusinus gracillimus (Adams & Reeve, 1848)
- Fusinus guidonis Delsaerdt, 1995
- Fusinus halistreptus (Dall, 1889)
- Fusinus harfordii (Stearns, 1871)
- Fusinus hartvigii (Shuttleworth, 1856)
- Fusinus harveyi Hadorn & Roger, 2000
- Fusinus hayesi Snyder, 1996
- Fusinus helenae Bartsch, 1939
- Fusinus hernandezi Hadorn & Rolán, 2009
- Fusinus humboldti Poorman, 1981
- Fusinus indicus (Anton, 1838)
- Fusinus inglorius Hadorn & Fraussen, 2006
- Fusinus irregularis (Grabau, 1904)
- Fusinus jasminae Hadorn, 1966
- Fusinus josei Hadorn & Rogers, 2000
- Fusinus juliabrownae Callomon, Snyder & Noseworthy, 2009
- Fusinus kilburni Hadorn, 1999
- Fusinus kobelti (Dall, 1877)
- Fusinus labronicus (Monterosato, 1884)
- Fusinus laetus (G.B. Sowerby II, 1880)
- Fusinus laviniae Snyder & Hadorn, 2006
- Fusinus leptorhynchus (Tapparone-Canefri, 1875)
- Fusinus lightbourni M.A. Snyder, 1984
- Fusinus longissimus (Gmelin, 1791)
- Fusinus luteopictus (Dall, 1877)
- Fusinus magnapex Poorman, 1981
- Fusinus malhaensis Hadorn, Fraussen & Bondarev, 2001
- Fusinus marcusi Hadorn & Rogers, 2000
- Fusinus margaritae Buzzurro & Russo, 2007
- Fusinus marisinicus Callomon & Snyder, 2009
- Fusinus maroccensis (Gmelin, 1791)
- Fusinus martinezi Macsotay & Campos, 2001
- Fusinus mauiensis Callomon & Snyder, 2006
- Fusinus meteoris Gofas, 2000
- Fusinus meyeri (Dunker, 1869)
- Fusinus michaelrogersi Goodwin, 2001
- Fusinus midwayensis Kosuge, 1979
- Fusinus multicarinatus (Lamarck, 1822)
- Fusinus nicki Snyder, 2002
- Fusinus nicobaricus (Röding, 1798)
  - Fusinus nicobaricus var. laticostatus Deshayes, 1830
- Fusinus nobilis Reeve, 1847
- Fusinus nodosoplicatus (Dunker, 1867) - szinonimája: Fusinus grabaui Kuroda & Habe, 1952
- Fusinus novaehollandiae (Reeve, 1846)
- Fusinus oblitus (Reeve, 1847)
- Fusinus ocellifer (Lamarck, 1816)
  - Fusinus ocellifer f. adamsii Küster & Kobelt, 1876
- Fusinus palmarium Hadorn & Fraussen, 2006
- Fusinus parvulus (Monterosato, 1884)
- Fusinus pauciliratus (Shuto, 1962)
  - Fusinus pauciliratus complex Snyder, 2000
- Fusinus paulus Poorman, 1981
- Fusinus pearsoni Snyder, 2002
- Fusinus penionformis Habe, 1970
- Fusinus perplexus (Adams, 1864)
  - Fusinus perplexus ferrugineus Kuroda & Habe, 1961
- Fusinus polygonoides (Lamarck, 1822)
- Fusinus profetai Nofroni, 1982
- Fusinus pulchellus (Philippi, 1844)
- Fusinus pyrulatus (Reeve, 1847)
- Fusinus retiarius (Martens, 1901)
- Fusinus robustus (Trask, 1855) - szinonimája: Fusinus monksae Dall, 1915
- Fusinus rogersi Hadorn, 1999
- Fusinus rolani Buzzurro & Ovalis, 2005
- Fusinus rostratus (Olivi, 1792) - szinonimája: Fusinus sanctaeluciae
- Fusinus rudis (Philippi, 1844)
  - Fusinus rudis var. parvulus Monterosato, 1884
- Fusinus rushii (Dall, 1889)
- Fusinus rusticulus (Monterosato, 1880)
- Fusinus rutilus Nicolay & Berthelot, 1996
- Fusinus saundersi Hadorn & Rolán, 2009
- Fusinus schrammi (Crosse, 1865)
- Fusinus sectus (Locard, 1897)
  - Fusinus sectus var. minor Nordsieck, 1968
- Fusinus severnsi Goodwin & Kosuge, 2008
- Fusinus somaliensis Smythe & Chatfield, 1984
- Fusinus sonorae Poorman, 1981
- Fusinus spectrum (A. Adams & Reeve, 1848) - szinonimája: Fusinus panamensis Dall, 1908
  - Fusinus spectrum var. albus (Philippi, 1852)
  - Fusinus spectrum var. reeveanus (Philippi, 1850)
- Fusinus stannum Callomon & Snyder, 2008
- Fusinus stanyi Swinnen & Fraussen, 2006
- Fusinus stegeri Lyons, 1978
- Fusinus strigatus (Philippi, 1850)
- Fusinus suturalis Nordsieck, 1972
- Fusinus syracusanus (Linnaeus, 1758)
  - Fusinus syracusanus var. rissoianus Locard, 1892
  - Fusinus syracusanus var. rubra Scacchi, 1836
  - Fusinus syracusanus var. umbilicata Coen, 1922
- Fusinus tenerifensis Hadorn & Rolán, 1999
- Fusinus teretron Callomon & Snyder, 2008
- Fusinus tessellatus (G.B. Sowerby II, 1880)
- Fusinus thermariensis Hadorn & Fraussen, 2006
- Fusinus thielei (Schepman, 1911)
- Fusinus thompsoni Hadorn & Rogers, 2000
- Fusinus timessus (Dall, 1889)
- Fusinus townsendi (Melvill, 1899)
- Fusinus transkeiensis Hadorn, 2000
- Fusinus tuberosus (Reeve, 1847)
  - Fusinus tuberosus f. nigrirostratus (Smith, 1879)
  - Fusinus tuberosus sagamiensis Kuroda & Habe, 1971
- Fusinus turris (Valenciennes, 1832)
- Fusinus undatus (Gmelin, 1791)
- Fusinus undulatus (Gmelin, 1791)
- Fusinus verbinneni Snyder, 2006
- Fusinus vercoi Snyder, 2004
- Fusinus verrucosus (Gmelin, 1791)
  - Fusinus verrucosus var. buccinoida (Röding, 1798)
- Fusinus virginiae Hadorn & Fraussen, 2002
- Fusinus vitreus Dall, 1927
- Fusinus wallacei Hadorn & Fraussen, 2006
- Fusinus wellsi Snyder, 2004
- Fusinus williami Poppe & Tagaro, 2006
- Fusinus zacae Strong & Hertlein, 1937
- Fusinus zebrinus (Odhner, 1923)

Az alábbi fajok korábban ebbe a nembe tartoztak, de manapság áthelyezték őket más nemekbe:
- Amiantofusus amiantus - szinonimája: Fusinus amiantus
- Chryseofusus acherusius (Hadorn & Fraussen, 2003) - szinonimája: Fusinus acherusius Hadorn & Fraussen, 2003
- Chryseofusus alisae - szinonimája: Fusinus alisae Hdorn & Fraussen, 2003
- Chryseofusus artutus - szinonimája: Fusinus artutus Hadorn & Fraussen, 2003
- Chryseofusus bradneri - szinonimája: Fusinus bradneri (Drivas & Jay, 1990)
- Chryseofusus cadus - szinonimája: Fusinus cadus Hadorn & Fraussen, 2003
- Chryseofusus chrysodomoides - szinonimája: Fusinus chrysodomoides (Schepman, 1911)
- Chryseofusus dapsilis - szinonimája: Fusinus dapsilis Hadorn & Fraussen, 2003
- Chryseofusus graciliformis - szinonimák: Fusinus graciliformis (G.B. Sowerby II, 1880); Fusinus valdiviae Hadorn & Fraussen, 1999
- Chryseofusus hyphalus - szinonimája: Fusinus hyphalus M. Smith, 1940
- Chryseofusus jurgeni - szinonimája: Fusinus jurgeni Hadorn & Fraussen, 2002
- Chryseofusus kazdailisi - szinonimája: Fusinus kazdailisi Fraussen & Hadorn, 2000
- Chryseofusus riscus - szinonimája: Fusinus riscus Hdorn & Fraussen, 2003
- Chryseofusus satsumaensis - szinonimája: Fusinus satsumaensis Hadorn & Chino, 2005
- Chryseofusus scissus - szinonimák: Fusinus scissus Hadorn & Fraussen, 2003; Fusinus wareni Hadorn & Fraussen, 2003
- Chryseofusus subangulatus - szinonimája: Fusinus subangulatus (von Martens, 1901)
- Chryseofusus westralis - szinonimája: Fusinus westralis Hadorn & Fraussen, 2003

### Fordítás
- Ez a szócikk részben vagy egészben  a   Fusinus című angol Wikipédia-szócikk fordításán alapul.  Az eredeti cikk szerkesztőit annak laptörténete sorolja fel. Ez a jelzés csupán a megfogalmazás eredetét és a szerzői jogokat jelzi, nem szolgál a cikkben szereplő információk forrásmegjelöléseként.